# Østerby (Jammerbugt Kommune)
 For alternative betydninger, se Østerby. (Se også artikler, som begynder med Østerby)
Østerby er en landsby i Han Herred med 339 indbyggere  (2024), beliggende i Øland Sogn ved Limfjordens nordlige bred ni kilometer syd for Brovst. Østerby ligger i Region Nordjylland og hører til Jammerbugt Kommune.
Bebyggelsen er sammenvokset med Hammershøj, der udgør den vestlige del af byområdet. Oprindeligt var der to landsbyer, men der er nu under 200 meter imellem dem, hvorfor de ifølge Danmarks Statistik udgør et samlet byområde.
Tidligere lå landsbyen i Øster Han Herred i Hjørring Amt.